# Vogtländisches Oberland
Vogtländisches Oberland a fost o comună din landul Turingia, Germania. A fost desființată la 31 decembrie 2012, când satele Cossengrün, Hohndorf și Schönbach au devenit parte a orașului Greiz, iar satele Arnsgrün, Bernsgrün și Pöllwitz au devenit parte a oralului Zeulenroda-Triebes.